# Chrášťany (powiat Kolín)
Chrášťany – gmina w Czechach, w powiecie Kolín, w kraju środkowoczeskim. Według danych z dnia 1 stycznia 2013 liczyła 655 mieszkańców.